# بالشوایلر
بالشوایلر (به فرانسوی: Balschwiller) یک کمون در فرانسه است که در Upper Alsace واقع شده‌است. بالشوایلر ۹٫۷۹ کیلومتر مربع مساحت دارد ۲۸۰ متر بالاتر از سطح دریا واقع شده‌است.